# Pougnadoresse
Pougnadoresse – miejscowość i gmina we Francji, w regionie Oksytania, w departamencie Gard.
Według danych na rok 1990 gminę zamieszkiwało 131 osób, a gęstość zaludnienia wynosiła 17 osób/km² (wśród 1545 gmin Langwedocji-Roussillon Pougnadoresse plasuje się na 772. miejscu pod względem liczby ludności, natomiast pod względem powierzchni na miejscu 872.).